# The Reincarnation of the Strongest Exorcist in Another World
The Reincarnation of the Strongest Exorcist in Another World (最強陰陽師の異世界転生記 ～下僕の妖怪どもに比べてモンスターが弱すぎるんだが～?, Saikyō onmyōji no isekai tenseiki: geboku no yōkai-domo ni kurabete monsutā ga yowasugiru n da ga) è una serie di light novel scritta da Kiichi Kosuzu e illustrata da Shiso (primo volume) e Kihiro Yuzuki (dal secondo volume), serializzata online a dicembre 2018 sul sito web Shōsetsuka ni narō. Successivamente è stata acquistata da Futabasha, che ha pubblicato la serie a partire dal 31 luglio 2019 sotto l'etichetta M Novels. 
Dall'opera è stato tratto anche un adattamento manga, disegnato da Toshinori Okazaki, serializzato online sul sito web Gaugau Monster di Futabasha da maggio 2020.
Successivamente la serie ha ricevuto un adattamento anime da parte dello Studio Blanc, che ha iniziato ad essere trasmesso dal 7 gennaio 2023.

## Personaggi
Seika Lamprogue (セイカ・ランプローグ?, Seika Ranpurōgu)
Doppiato da: Yumiri Hanamori
Yifa (イーファ?, Īfa)
Doppiata da: Azumi Waki
Amyu (アミュ?)
Doppiata da: Nene Hieda
Haruyoshi Kugano (玖峨晴嘉?, Kugano Haruyoshi)
Doppiato da: Yūichirō Umehara
Maybell Crane (メイベル・クレイン?, Meiberu Kurein)
Doppiata da: Akari Kitō
Yuki (ユキ?)
Doppiata da: Yui Ogura
Fiona Urd Alegreif (フィオナ・ウルド・エールグライフ?, Fiona Urudo Ēruguraifu)
Doppiata da: Kaede Hondo
Kairu (カイル?)
Doppiato da: Yoshitsugu Matsuoka
Cecilio Astilia (セシリオ・アスティリア?, Seshirio Asutiria)
Doppiato da: Gakuto Kajiwara
Rize (リゼ?)
Doppiata da: Rina Satō

## Media

### Light novel
La serie è stata scritta da Kiichi Kosuzu ed ha iniziato la serializzazione online a dicembre 2018 sul sito web Shōsetsuka ni narō. Successivamente è stato acquistato da Futabasha, che ha pubblicato la serie come light novel a partire dal 31 luglio 2019 sotto l'etichetta M Novels; Il primo volume è stato illustrato da Shiso, mentre i restanti da Kihiro Yuzuki. A gennaio 2024 i volumi pubblicati ammontano a sette.
| Nº | Data di prima pubblicazione | Data di prima pubblicazione | Data di prima pubblicazione |
| Nº | Giapponese                  | Giapponese                  |                             |
| -- | --------------------------- | --------------------------- | --------------------------- |
| 1  | 31 luglio 2019              | ISBN 978-4-575-24194-5      |                             |
| 2  | 29 febbraio 2020            | ISBN 978-4-575-24255-3      |                             |
| 3  | 30 giugno 2020              | ISBN 978-4-575-24294-2      |                             |
| 4  | 28 dicembre 2020            | ISBN 978-4-575-24361-1      |                             |
| 5  | 29 ottobre 2021             | ISBN 978-4-575-24460-1      |                             |
| 6  | 28 giugno 2023              | ISBN 978-4-575-75329-5      |                             |
| 7  | 30 gennaio 2024             | ISBN 978-4-575-75334-9      |                             |

### Manga
Un adattamento manga della serie, disegnato Toshinori Okazaki, è stato serializzato online sul sito Web Gaugau Monster di Futabasha da maggio 2020. È stato raccolto in cinque volumi tankōbon.
| Nº | Data di prima pubblicazione | Data di prima pubblicazione | Data di prima pubblicazione |
| Nº | Giapponese                  | Giapponese                  |                             |
| -- | --------------------------- | --------------------------- | --------------------------- |
| 1  | 30 luglio 2020              | ISBN 978-4-575-41137-9      |                             |
| 2  | 30 gennaio 2021             | ISBN 978-4-575-41201-7      |                             |
| 3  | 30 luglio 2021              | ISBN 978-4-575-41278-9      |                             |
| 4  | 28 gennaio 2022             | ISBN 978-4-575-41358-8      |                             |
| 5  | 29 luglio 2022              | ISBN 978-4-575-41464-6      |                             |
| 6  | 30 gennaio 2023             | ISBN 978-4-575-41578-0      |                             |
| 7  | 30 agosto 2023              | ISBN 978-4-575-41695-4      |                             |
| 8  | 15 maggio 2024              | ISBN 978-4-575-41835-4      |                             |

### Anime

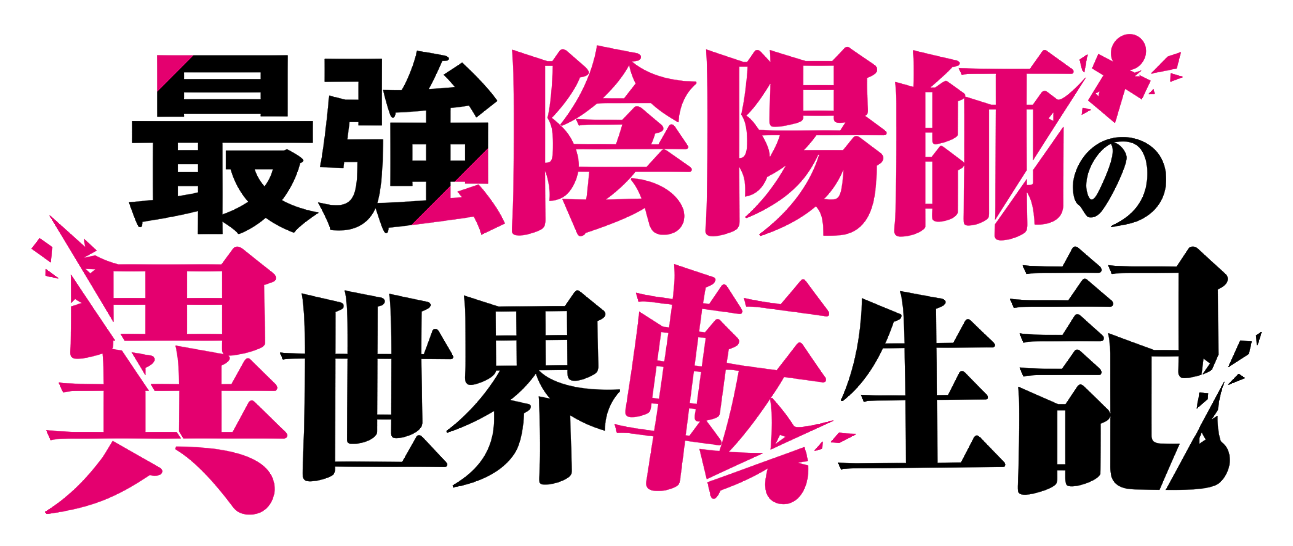
Logo della serie

Il 29 gennaio 2022 è stato annunciato un adattamento anime della serie. Successivamente è stato rivelato sarebbe stato prodotto dallo Studio Blanc, diretto da Ryōsuke Shibuya e Nobuyoshi Nagayama come direttore principale, sceneggiato da Touko Machida e con il character design curato da Masayoshi Kikuchi e Sayaka Ueno e la colonna sonora composta da Alisa Okehazama. La serie ha iniziato ad essere trasmessa il 7 gennaio 2023 su AT-X e altre reti. La sigla di apertura è Reconnection degli Angela, mentre la sigla di chiusura è Link (リンク?, Rinku) di Azumi Waki, Nene Hieda e Akari Kitō. Crunchyroll ha acquistato i diritti per la trasmissione della serie in vari paesi tra cui l'Italia.

#### Episodi
| Nº | Titolo italiano Giapponese 「Kanji」 - Rōmaji                              | In onda          | In onda |
| Nº | Titolo italiano Giapponese 「Kanji」 - Rōmaji                              | Giapponese       |         |
| 1  | Il più forte onmyouji 「最強の陰陽師」 - Saikyō no onmyōji                 | 7 gennaio 2023   |         |
| 2  | La Città Accademica di Lodonea 「学園都市ロドネア」 - Gakuen toshi Rodonea | 14 gennaio 2023  |         |
| 3  | L'Eroe Annunciato dagli Oracoli 「託宣の勇者」 - Takusen no yūsha          | 21 gennaio 2023  |         |
| 4  | Dungeon Trap 「ダンジョン・トラップ」 - Danjon torappu                     | 28 gennaio 2023  |         |
| 5  | Mabel Crane 「メイベル・クレイン」 - Meiberu Kurein                        | 4 febbraio 2023  |         |
| 6  | Trame intrecciate 「それぞれの思惑」 - Sorezore no omowaku                 | 11 febbraio 2023 |         |
| 7  | Fratello e sorella 「兄妹」 - Kyōdai                                       | 18 febbraio 2023 |         |
| 8  | I sentimenti di Yifa 「イーファの想い」 - Īfa no omoi                      | 25 febbraio 2023 |         |
| 9  | La determinazione di Yifa 「イーファの決意」 - Īfa no ketsui               | 4 marzo 2023     |         |
| 10 | La Principessa Sacra 「聖皇女」 - Seikōjo                                  | 11 marzo 2023    |         |
| 11 | Vedere il futuro 「未来視」 - Miraishi                                     | 18 marzo 2023    |         |
| 12 | Il Re Demone più temibile 「最悪の魔王」 - Saiaku no maō                   | 25 marzo 2023    |         |
| 13 | Un nuovo viaggio 「新たなる旅立ち」 - Arata naru tabidachi                 | 1 aprile 2023    |         |

## Accoglienza
La serie a dicembre 2022 ha un milione di copie in circolazione.